# Wilsum
Wilsum est un village néerlandais situé dans la commune de Kampen, dans le nord-ouest de la province d'Overijssel. Au 1er janvier 2020, il compte 890 habitants.

## Histoire
La première mention connue de Wilsum remonte à 1213. Le village est bâti sur l'une des nombreuses dunes qui marquent le cours de la rivière IJssel, sur sa rive droite. Le 1er janvier 1937, la commune de Wilsum est rattachée à la commune d'IJsselmuiden. Le 1er janvier 2001, cette dernière est rattachée à Kampen.